# Céline Dion en concert
Céline Dion en concert è il decimo album, primo da vivo, della cantante canadese Céline Dion, pubblicato il 20 dicembre 1985 in Canada.

## Descrizione
L'album fu registrato durante un concerto sold-out al Place des Arts di Montreal, il 31 maggio 1985, una delle 25 tappe del tour di Céline Dion avvenute nella primavera nell'autunno dello stesso anno.
Non sono stati pubblicati singoli per promuovere l'album, il quale comprende molte cover dal vivo come Carmen "L'amour est enfant de bohême" e degli omaggi a Félix Leclerc e Michel Legrand.
Harvey Robitaille vinse, grazie a questo tour, il Félix Award per il Miglior Ingegnere del Suono dell'Anno, mentre il tour fu candidato come MIglior Show dell'Anno.
L'album include, per la prima volta, tre cover in lingua inglese: Up Where We Belong di Joe Cocker e Jennifer Warnes, Over the Rainbow di Judy Garland e What a Feeling di Irene Cara.
L'album che è emerso dal concerto illustra il talento di Céline per l'interpretazione delle canzoni e ha splendidamente chiuso la prima fase della sua carriera pre-Sony.

## Tracce
Lato A
1. Ouverture – 1:13 (Paul Baillargeon)
2. La première fois (arc-en-ciel) – 3:01 (Eddy Marnay, Baillargeon)
3. Mon ami m'a quittée – 3:05 (Marnay, Christian Loigerot, Thierry Geoffroy)
4. Bozo / Le p'tit bonheur / Moi, mes souliers / Attends-moi 'ti-gars / Le train du nord (Tribute to Félix Leclerc) – 5:05 (Félix Leclerc)
5. Up Where We Belong (feat. Paul Baillargeon) (Cover) – 3:12 (Will Jennings, Jack Nitzsche, Buffy Sainte-Marie)
6. Tellement j'ai d'amour pour toi – 3:00 (Marnay, Hubert Giraud)
7. D'amour ou d'amitié – 3:30 (Marnay, Jean Pierre Lang, Roland Vincent)
8. Over the Rainbow (Cover) – 3:33 (Harold Arlen, Yip Harburg)

Lato B
1. Quand on s'aime / Brûle pas tes doigts / La valse du lilas / Quand ça balance / Les moulins de mon cœur (Tribute to Michel Legrand) – 6:05 (Marnay, Michel Legrand)
2. L'amour est enfant de bohême (Carmen (opera)) – 3:40 (Georges Bizet)
3. What a Feeling (Cover) – 4:10 (Giorgio Moroder, Keith Forsey, Irene Cara)
4. Une colombe – 3:15 (Marcel Lefebvre, Baillargeon)
5. Les chemins de ma maison – 3:50 (Marnay, Alain Bernard, Patrick Lemaitre)
6. La première fois (finale) – 2:10 (Marnay, Baillargeon)